# Nancy Drew: The Secret of Shadow Ranch
Таємниця примарного ранчо (анг. The Secret of Shadow Ranch) — це десята інтерактивна пригодницька відеогра в стилі «вкажи і знайди» в серії «Nancy Drew» («Ненсі Дрю») від Her Interactive. Гра доступна на платформах Microsoft Windows. Вона має рейтинг ESRB E через наявність у грі легкого насильства та небезпеки. Гра йде від першої особи вигаданої детектива-любительки Ненсі Дрю, яка повинна розгадати таємницю, допитуючи підозрюваних, розгадуючи головоломки та знаходячи підказки. Ігровий процес складається з двох рівнів, що включають режим молодшого та старшого детектива. Кожен режим пропонує різний рівень складності головоломок і підказок, але жодна з цих змін не впливає на власне сюжет гри. Гра заснована на бестселері Ненсі Дрю всіх часів «Таємниця примарного ранчо» (1931).  

## Сюжет
Ненсі Дрю запрошують відпочити на «Примарне ранчо» в Арізоні. У перший день там Ненсі дізнається, що власники ранчо, Ед і Бет Роулі, зникли. Напередодні ввечері кінь, що світився у темряві, прискакав до ранчо, викликавши величезний переполох, а незабаром після цього пана Роулі вкусила отруйна змія, і його відвезли до лікарні.
Дірк Валентайн, бандит 1880-х років, мав романтичні стосунки з Френсіс Гамбер, дочкою шерифа, яка жила на «Примарному ранчо». Дірка заарештували і зрештою повісили, але місцева легенда каже, що кінь Дірка повернувся, щоб помститися за свого господаря, і нещастя спіткає кожного, хто на нього погляне.

## Розробка

### Персонажі
- Ненсі Дрю — 18-річна детектив-любителька із вигаданого містечка Рівер-Гайтс у США. Вона єдиний персонаж у грі, яким можна управляти, тож гравець повинен розгадати таємницю від її точки зору.
- Дейв Грегорі — завжди ввічливий і дуже сором’язливий бригадир ранчо. Дейв — надзвичайно небагатослівний чоловік, який в основному переймається своєю роботою і тим, щоб добре її виконувати. Просуваючись по грі, ви будете помічати, як Дейву все більше і більше буде подобатися Ненсі.
- Текс Бріттен — головний ковбой ранчо старого загартування. Обвітрене обличчя та суровий характер свідчать про те, що йому набагато приємніша компанія коней та худоби, ніж людей. Йому не подобаються приїжджі з міста, і він із задоволенням дає Ненсі завдання, з якими, на його думку, вона не впорається. Він таємно зустрічається із Мері Яззі.
- Коротун Термонд — кухар на ранчо. Він більш балакучий, ніж двоє інших працівників ранчо разом узятих. Він любить пліткувати, і тому йому подобається, коли Ненсі знаходиться поряд. Він також любить готувати, незважаючи на те, що у нього це погано виходить, і дуже пишається їжею, яку подає. Хапається за будь-який шанс і постійно шукає способи швидкого збагачення, але щоразу зазнає невдачі.
- Мері Яззі — представниця корінного народу США і керівниця магазина на землі, прилеглій до «Примарного ранчо». Вона знає все про історію місцевості, особливо про те, що стосується стародавнього народу Пуебло, який колись населяв сусідні скелі. Вона неодноразово пропонувала придбати частину землі Роулі, нібито в пошуках скам'янілої деревини, але їй постійно відмовляли. Вона таємно зустрічається із Тексом Бріттеном.

### Ролі озвучували
- Ненсі Дрю — Лані Мінелла
- Бесс Марвін / Френсіс Гамбер - Еббі Мюррей
- Джордж Фейн — Петті Помплан
- Френк Гарді - Уейн Роулі
- Джо Гарді - Роб Джонс
- Текс Бріттен - Девід С. Хоґан
- Мері Яззі — Емі Брумхолл
- Коротун Термонд / Хлопець з карти корисних копалин / Голос по радіо / Помічник Шарліни — Джона фон Спрікін
- Дейв Грегорі — Стівен Гандо
- Чарліна Перселл / Голос по радіо — Джулі Роулі
- Бет Роулі — Шеннон Кіпп
- Ед Роулі — Джон Нельсон
- Шериф Ернандес / Голос по радіо / Дірк Валентайн — Гері Хоффман
- Меріл Гамбер — Макс Холечек [5]

## Nancy Drew Mobile Mysteries: Shadow Ranch («Таємниці Ненсі Дрю в телефоні: Примарне ранчо)
На початку 2011 року компанія Her Interactive випустила додаток під назвою Shadow Ranch («Примарне ранчо») у своїй новій підсерії ігор про Ненсі Дрю під назвою Mobile Mysteries. Shadow Ranch («Таємниці в телефоні: Примарне ранчо») — це сюжетна книга-гра, у якій текст взято із справжньої книги Shadow Ranch («Примарне ранчо»), а сам ігровий процес — це міні-ігри, що вплетені в історію. У грі представлені голоси та скріншоти персонажів і локацій із комп’ютерної гри Таємниця примарного ранчо. Shadow Ranch («Примарне ранчо») доступна лише для iPad, iPhone та iPod Touch за ціною 2,99 доларів США для iPad і 0,99 доларів США для iPhone та iPod Touch.  

## Сприйняття
У Сполучених Штатах комп’ютерну версію «Таємниця примарного ранчо» продали від 100 000 до 300 000 одиниць до серпня 2006 року.  До цієї дати загальний обсяг продажів комп’ютерних ігор «Ненсі Дрю» досягли 2,1 мільйона примірників тільки в США. Відзначаючи цей успіх, журнал «Edge» назвав Ненсі Дрю «потужною франшизою». 